# Fabrice Catherine
Fabrice Catherine (Caen, 12 maggio 1973) è un ex calciatore francese, di ruolo portiere.